# Franca Trentin
Franca Trentin est née à Venise le 13 décembre 1919 et morte dans la même ville le 28 novembre 2010. Elle passe son enfance en tant que réfugiée à Toulouse. Elle entre dans la Résistance au sein du mouvement Libérer et Fédérer, créé par son père Silvio Trentin. Agrégée d’italien, elle consacre ses travaux aux influences croisées des cultures française et italienne et écrit des articles sur l’enseignement du français, la traduction et la littérature féminine.

## Biographie
Franca Trentin naît à Venise le 13 décembre 1919, de Silvio Trentin et Giuseppina Nardari.

### Une famille italienne exilée en France

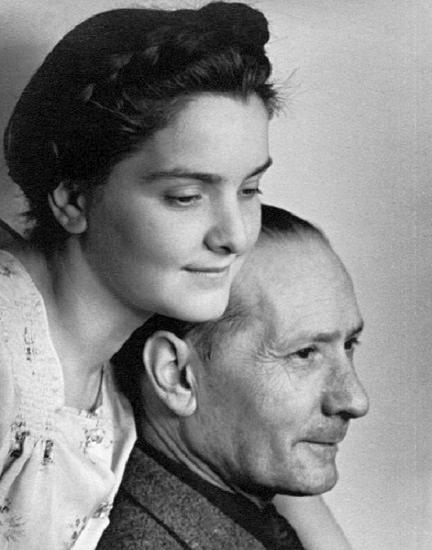
Franca Trentin et son père Silvio

En février 1926, Silvio Trentin choisit la voie de l'exil en s'expatriant en France. Il est accompagné de son épouse Beppa Nardari, originaire de Trévise, et de leurs deux enfants Giorgio et Franca, âgés de huit ans et demi et six ans.
Première étape : Pavie (Gers), dans le sud-ouest de la France, où Silvio Trentin tente de faire fructifier une terre agricole achetée avec toutes les ressources de la famille. À la fin de cette première année d'exil, naît leur troisième enfant, Bruno.
En juillet 1928, après la faillite de l'exploitation, la famille s'installe à Auch où son père trouve un emploi d'ouvrier imprimeur. Franca y fréquente l'école communale.

### Les études
En juillet 1934, Silvio, licencié pour grève le 1er mai 1934, aidé par des amis italiens et français, ouvre une librairie à Toulouse. Franca fréquente le lycée de cette ville, obtient son baccalauréat en 1936 et s'inscrit à la faculté des lettres où elle se spécialise en littératures anglaise et italienne. Les années 1936-1939 sont une période très agitée pour la famille Trentin. Franca Trentin s'inscrit à la faculté des lettres de Toulouse où elle obtient en juin 1939 la licence d'anglais.
En juin 1940, elle présente le Diplôme d'Études Supérieures (sa thèse de doctorat) sur un auteur anglais, J.D. Beresford. En octobre de la même année, elle obtient la naturalisation, mais doit attendre dix ans pour obtenir la pleine citoyenneté.
Deux ans plus tard, elle obtient son deuxième diplôme, la licence en langue et littérature italiennes.
Pour gagner sa vie elle accepte divers remplacements temporaires, travaille comme secrétaire du doyen de la faculté, encadre des camps de vacances, travaille comme interprète et traductrice.

### La Résistance
Entre-temps, elle participe à la Résistance, en tant qu'agent de liaison pour le mouvement Libérer et Fédérer, fondé par son père et Achille Auban.
Alors que toute sa famille rentre en Italie, Franca Trentin, seule membre de la famille à avoir la nationalité française, poursuit dans la clandestinité ses activités de résistance dans la région de Toulouse.
Le 2 mars 1944, Franca Trentin épouse un réfugié espagnol, Horace Torrubia, chef de la Résistance locale. Le même mois, à Trévise, son père meurt, après avoir été arrêté par les fascistes, mais Franca Trentin ne l'apprend que plus tard et ne parvient à retrouver sa famille qu'à l'occasion d'un voyage à l'étranger, après la libération de l'Italie du nazisme-fascisme.
De retour en France, elle reçoit la croix du combattant volontaire de la Résistance décernée par le général De Gaulle en 1946.

### Littérature et activisme
Elle reprend ses études universitaires à Toulouse tout en gagnant sa vie en faisant des remplacements et en donnant des cours particuliers. La même année naît son premier fils, Silvio Torrubia. Son mari Horace devient Docteur en médecine. Ils s'installent à Paris, le mari pour préparer le concours de psychiatrie, elle pour préparer l'agrégation de langue et littérature italiennes.
Agrégée d'italien, Franca Trentin partage son temps entre Paris (sa résidence quai de Gesvres) et l'université de Dijon où elle enseigne. C'est à cette époque qu'elle rencontre Mario Baratto (né en 1920 à Chioggia, mort en 1984 à Venise, lecteur d'italien à l'École normale supérieure de Saint-Cloud). En 1954, elle divorce de Torrubia et, deux ans plus tard, épouse Mario Baratto.
Élève d'Henri Bédarida à la Sorbonne, ou elle mène des études sur le vérisme italien et consacre ses travaux à Giovanni Verga, elle le remplace en 1957 au département d'italien.
L'appartement parisien du couple Baratto devient le passage obligé des intellectuels italiens en visite à Paris et le lieu de brassage de divers milieux à travers des rencontres informelles où se mêlent universitaires, élèves et anciens élèves, gens de théâtre. Mario Baratto et Franca Baratto-Trentin initient nombre de jeunes parisiennes et parisiens à l’œuvre de Gramsci à la faculté d'italien de Paris.
Son amie, Ariane Mnouchkine lui fit tenir le rôle de Mme de Scudéry dans son Molière filmé.
Elle enseigne à la Sorbonne jusqu'au 30 septembre 1966, date à laquelle elle est détachée à la Faculté des langues de Ca' Foscari à Venise par le ministère des Affaires étrangères, en tant que lectrice de littérature françaises. Elle y enseignera pendant 19 ans, jusqu'à sa retraite, en 1985.
Son mari le professeur Mario Baratto (doyen de la faculté de Ca'Foscari) décède l'année précédent son départ à la retraite, en 1984.
Pendant une dizaine d'années, elle continue à travailler bénévolement à l'Université : direction de thèses, séminaires, coordination des langues, conférences, cours de perfectionnement et de formation dans les écoles secondaires et des conférences dans les associations culturelles italo-françaises.
En 1989, elle est nommée vice-présidente de l'association culturelle italo-française de Venise, (A.C.I.F.), où elle donne des conférences et collabore à diverses activités.
De 1996 à 2000, elle est présidente de l'Institut vénitien d'histoire de la résistance et de la société contemporaine (IVESER).
Franca Trentin est morte à Venise le 28 novembre 2010,.

## Travaux
Elle participe à des conférences et à des revues sur la culture et la littérature italiennes, publiant des essais sur Verga et le vérisme italien, et des analyses sur les influences mutuelles de la culture italienne et de la culture française.
Elle a publié aux éditions Cafoscarina en 1981, La pratica della traduzione, un livre qui s'est avéré être un guide important pour tous les professeurs de français en langue étrangère.
Pour l'Ateneo Veneto et l'Alliance française de Venise et d'autres centres en Vénétie, Frioul, Émilie-Romagne, elle donne des dizaines de conférences sur la littérature française, en particulier sur la littérature féminine : George Sand, Colette, Beauvoir, Duras, Flora, etc., mais aussi Proust, Aragon, Céline, Pennac, Zola, etc.
Outre les magazines, elle a publié divers articles dans les journaux locaux, Il Gazzettino et La Nuova Venezia, notamment sur Beauvoir, Prévert, théâtre de Mnouchkine, le Paris d'Augias, Simenon, etc.

## Décorations
- Chevalière de la Légion d'honneur (14 juillet 1978) ;
- Officier de l'ordre national du Mérite (1997) ;
- Croix du combattant volontaire de la Résistance (1946)[3].